# West End (kazalište)
West End predstavlja skup od četrdesetak profesionalnih kazališnih kuća u istoimenoj londonskoj četvrti te se zajedno s njujorškim Broadwayom ubraja u najcjenjenija tržišno usmjerena kazališta engleskog govornog područja. Kulturni je spomenik Londona i engleski nacionalni simbol. Poznat je po dugogodišnjem neprekidnom izvođenju glazbeno-scenskih uspješnica, ponajprije mjuzikla poput Webberovih Mački i Fantoma u operi, kao i Mackintoshevih Les Misérablesa ili predstave Mišolovke Agathe Christie, koja se neprekidno uprizoruje od 1952. godine.